# محمد مساعد
محمد مساعد روزنامه‌نگار و خبرنگار اقتصادی اهل گیلان است. محمد مساعد به دلیل گزارش‌های تحقیقی برجسته پیرامون پرونده‌های مفاسد اقتصادی در ایران شناخته می‌شود و به دلیل انتشار این گزارش‌ها، برنده جایزه امین‌الضرب، معتبرترین جایزه خبرنگاران اقتصادی در ایران و جایزه آزادی بیان دویچه‌وله آلمان در سال ۲۰۲۰ شد. مساعد خبرنگار اقتصادی پیشین روزنامه شرق بود.

## فعالیت‌ها
محمد مساعد فعالیت روزنامه‌نگاری را از سال ۱۳۸۷ با هفته‌نامه چلچراغ آغاز کرد و پس از همکاری با روزنامه‌ها و مجلات مختلف اصلاح‌طلب، به عنوان خبرنگار اقتصادی در روزنامه شرق مشغول به کار شد هرچند به مرور به انتقادات جدی از این جریان سیاسی پرداخت. او در دوران فعالیت خود در شرق گزارش‌های تحقیقی متعددی پیرامون پرونده‌های مفاسد اقتصادی منتشر کرد.
محمد مساعد در یک سخنرانی در دانشگاه علامه طباطبایی بخشی از فشارهای وارده به خبرنگاران افشاگر در ایران را توصیف کرده‌است. او همچنین در گفتگو با خبرگزاری شفقنا، انتشار گزارش‌های تحقیقی در مطبوعات را برگ برنده آنها برای ادامه حیات اقتصادی دانسته‌است.
گزارش‌های تحلیلی مساعد در روزنامه شرق منجر به آن شد که او در سال ۱۳۹۷ جایزه امین‌الضرب را در بخش گزارش‌های خبری به عنوان خبرنگار اقتصادی تحلیلی دریافت کند. مساعد همچنین نقش ویژه‌ای در پوشش اعتراضات کارگری شرکت کشت و صنعت نیشکر هفت‌تپه در سالهای ۹۷ و ۹۸ داشت. مساعد در سال ۱۳۹۹ برنده جایزه آزادی بیان ۲۰۲۰ دویچه‌وله شد.
مساعد در پیامی به مناسبت دریافت این جایزه، به اهمیت جریان آزاد اطلاعات به ویژه در روزهای بحرانی کنونی اشاره کرد و گقت «ما خبرنگار هستیم، روابط عمومی و سرباز دولت‌ها نیستیم.»
او در سال ۱۳۹۸ پس از انتشار گزارش‌های انتقادی دربارهٔ عملکرد محمد شریعتمداری، وزیر تعاون، کار و رفاه اجتماعی، به همکاری خود با روزنامه شرق پایان داد. روزنامه همدلی و وب سایت مشرق نیوز در گزارش‌هایی جداگانه دلیل این استعفا را فشار اطرافیان وزیر کار دولت حسن روحانی به روزنامه شرق دانسته‌اند.
او در روز جمعه اول آذرماه ۱۳۹۸ توسط نیروهای امنیتی در تهران بازداشت شد.
کمیته جهانی حفاظت از روزنامه‌نگاران در بیانیه‌ای به بازداشت مساعد اعتراض کرد و آن را نشانه‌ای از افزایش فشار بر روزنامه‌نگاران در ایران دانست.
مساعد در سال ۲۰۲۰ از سوی ائتلاف مطبوعات آزاد در فهرست روزنامه‌نگاران تحت‌فشار جهان قرار گرفت که در سال ۲۰۱۹ تحت بازداشت و آزار حکومتی قرار گرفته‌اند. او همچنین توسط کمیته حفاظت از روزنامه‌نگاران (سی‌پی‌جی)، در سال ۲۰۲۰ به عنوان یکی از برندگان امسال این نهاد برگزیده شد.

### توئیت در اعتراضات آبان ۱۳۹۸
محمد مساعد، از اولین روزنامه‌نگارانی بود که در زمانِ اعتراضات آبان ۱۳۹۸ ایران، قطع شدن اینترنت را اطلاع‌رسانی کرد و در توییتی به زبان انگلیسی، نوشت:
«تق تق سلام جهان آزاد… من ۴۲ پروکسی استفاده کردم تا این را بنویسم. میلیون‌ها ایرانی اینترنت ندارند. صدای ما را می‌شنوید؟»
او پس از انتشار این توییت بازداشت و پس از دو هفته آزاد شد. مساعد در شهریور ۱۳۹۹ از سوی دادگاه انقلاب، به چهار سال و ۹ ماه حبس تعزیری محکوم شد.

## دادگاه
روز ۱۲ شهریور ۱۳۹۹، محمد مساعد از محکومیت خود به چهار سال و ۹ ماه حبس در دادگاه انقلاب اسلامی خبر داد. او در صفحه توئیترش نوشت علاوه بر حبس، به «دو سال ممنوعیت خبرنگاری پس از حبس و توقیف لوازم ارتباطی» نیز محکوم شده‌است. به‌گفته این روزنامه‌نگار، فعالیت رسانه‌ای او از نظر قاضی شعبه ۲۶ دادگاه انقلاب، «سیاه‌نمایی، بحران‌نمایی، تحریک مخاطب خالی‌الذهن و شالوده‌شکنی» بوده‌است.
او در سال ۹۸ دو بار بازداشت شده بود. در دوم آذر ۱۳۹۸ توسط سازمان اطلاعات سپاه بازداشت و پس از سپری کردن دو هفته در زندان، روز ۱۶ آذر آزاد شد تا دادگاهش برگزار شود.